# Anna-Leena Sirén
Anna-Leena Kaarina Sirén (* 1955 in Oulu, Finnland) ist eine finnische Neurowissenschaftlerin.

## Leben und Wirken
Anna-Leena Sirén studierte Medizin an der Universität Oulu, wo sie 1982 mit einer Arbeit über Wirkungen der Arachidonsäure bei Ratten promoviert wurde. 
Ab 1984 leitete sie an der Uniformed Services University of the Health Sciences in Bethesda, Maryland als „Research Professor of Neurology and Neuroscience“ die neurologische Forschungsabteilung. Ab 1995 arbeitete sie am Max-Planck-Institut für experimentelle Medizin Göttingen. Dort habilitierte sie sich im Jahr 1999 für Experimentelle Neurowissenschaften. 2003 wurde sie außerplanmäßige Professorin.
Von November 2004 bis 2021 war sie Professorin für Experimentelle Neurochirurgi an der Julius-Maximilians-Universität Würzburg, seit 2021 ist sie Seniorprofessorin am Physiologischen Institut. Am Universitätsklinikum Würzburg leitete sie die Sektion für Experimentelle Neurochirurgie.
Sie arbeitet vor allem auf dem Gebiet der Stammzellenforschung. Im Jahr 2010 erhielt sie zusammen mit Albrecht Müller eine Genehmigung für „Vergleichende Untersuchung der Neurogenese aus humanen parthenogenetisch erzeugten pluripotenten Stammzellen und humanen embryonalen Stammzellen“ nach § 11 des Stammzellgesetzes.

## Schriften
- Central cardiovascular and thermal effects of arachidonic acid and some of its metabolites in rats. Dissertation. Universität Oulu 1982, ISBN 951-42-1355-6 (Acta Universitatis Ouluensis. Seria D: Medica).
- Expression of proinflammatory and vasoactive mediators in the injured brain. Habilitationsschrift. Universität Göttingen 1999.
- mit Hannelore Ehrenreich: EPO. Neuroprotektion bei Hirnerkrankungen. In: Georgia Augusta. Band 2. Universität Göttingen, 2003, ISSN 0016-8157, S. 111–115 (online, PDF; 225 kB).